# Đường cao tốc Hà Nội – Hòa Bình – Sơn La – Điện Biên
Đường cao tốc Hà Nội – Hòa Bình – Sơn La – Điện Biên (ký hiệu toàn tuyến là CT.03) là một đoạn đường cao tốc thuộc hệ thống đường cao tốc Việt Nam dài 445 km, có điểm đầu giao cắt với đường vành đai 3 Hà Nội tại phường Yên Hòa, thành phố Hà Nội và điểm cuối là nút giao với Quốc lộ 279 thuộc khu vực Cửa khẩu Tây Trang, xã Sam Mứn, tỉnh Điện Biên.

## Quy hoạch
Đường cao tốc này từng được quy hoạch từ năm 2015 đến 2021 với ký hiệu cũ là CT.08 và điểm cuối của tuyến chỉ đến Hòa Bình.

## Chi tiết từng đoạn đường

### Đoạn Láng – Hòa Lạc
Tuyến đường cao tốc này có chiều dài gần 30 km được khởi công xây dựng năm 1996 và hoàn thành giai đoạn 1 vào năm 1998. Ngày 20 tháng 3 năm 2005, tuyến được mở rộng lên thành 6 làn xe và được thông xe vào ngày 3 tháng 10 năm 2010.
Chiều rộng trung binh tuyến đường 140 mét, bao gồm 2 dải đường cao tốc quy mô mỗi dải 3 làn xe rộng 16,25m; 2 dải đường đô thị 2 làn xe cơ giới rộng 10,5m (riêng đoạn từ Cầu vượt Mễ Trì tới cầu vượt Phú Đô rộng 18m); dải phân cách giữa 2 đường cao tốc rộng 20m; 2 dải đất dự trữ giữa hai dải đường đô thị. Ngoài ra, còn dải trồng cây xanh và vỉa hè.
Toàn tuyến có 3 đường hầm lớn (Hầm chui đường sắt gần Khu đô thị Vinhomes Smart City và Hầm chui Trung Hòa – Trần Duy Hưng ở đoạn Trung tâm Hội Nghị Quốc Gia và nút giao đường Vành đai 3.
Vào ngày 10 tháng 10 năm 2023, đường nối Đại lộ Thăng Long với đường cao tốc Hòa Lạc – Hòa Bình (hay còn gọi là Đại lộ Thăng Long kéo dài) được khởi công xây dựng với chiều dài 6,7 km; được thiết kế 6 làn xe cơ giới; tổng mức đầu tư là 5.200 tỷ đồng từ ngân sách thành phố và Trung ương hỗ trợ; dự kiến hoàn thành trong năm 2026.

### Đoạn Hòa Lạc – Hòa Bình
Tuyến đường cao tốc này chính thức khởi công xây dựng ngày 3 tháng 10 năm 2010 và chính thức thông xe vào ngày 10 tháng 10 năm 2018.
Tuyến đường cao tốc Hòa Lạc – Hòa Bình đoạn qua địa phận thành phố Hà Nội có chiều dài 6 km và đoạn qua địa phận tỉnh Phú Thọ có chiều dài 26 km, trong đó: đoạn không qua đô thị (cao tốc loại B) có vận tốc thiết kế 100 km/h, 6 làn xe, mặt cắt ngang: 33 m (chưa kể đường gom); đoạn qua đô thị (đường phố chính) có vận tốc thiết kế 60 km/h, mặt cắt ngang: 42 m. Tuyến có 7 nút giao và 12 cầu lớn, nhỏ. Diện tích đất sử dụng là 215 ha. Ban đầu, tổng mức đầu tư dự án là 6.745 tỷ đồng do Công ty Cổ phần Xuất nhập khẩu Tổng hợp Hà Nội (Geleximco) làm chủ đầu tư kiêm đơn vị thi công. Đến giữa năm 2013, Geleximco đã có văn bản xin dừng triển khai dự án do không thể hoàn thành công trình như tiến độ đã cam kết. Sau đó liên danh Tổng công ty 36 – Công ty Cổ phần Đầu tư và Thương mại Hà Nội – Công ty Cổ phần Xây lắp và Thương mại Trường Lộc tiếp tục làm nhà đầu tư theo hình thức BOT.
Dự kiến tiến độ thi công của chủ đầu tư: phần đường: 30 tháng, cầu lớn: 42 tháng. Sau khi hoàn thành, tuyến đường cao tốc Hòa Lạc – Hòa Bình sẽ là cầu nối quan trọng giữa thủ đô Hà Nội với các tỉnh Tây Bắc nói chung và Phú Thọ nói riêng, góp phần thúc đẩy mạnh mẽ sự phát triển kinh tế, văn hóa, xã hội vùng Tây Bắc.
Đường cao tốc này giúp rút ngắn thời gian di chuyển từ Hà Nội đến các tỉnh vùng Tây Bắc Bộ, cũng như giải quyết tình trạng quá tải cho quốc lộ 6 hiện tại.

### Đoạn Hòa Bình – Mộc Châu
Dự án đường cao tốc Hòa Bình – Mộc Châu có tổng chiều dài là 83 km với điểm đầu thuộc địa phận xã Đà Bắc, tỉnh Phú Thọ và điểm cuối thuộc địa phận xã Vân Hồ, tỉnh Sơn La. Trong đó đoạn qua Phú Thọ dài 52 km và đoạn qua Sơn La dài 31 km.
Quy mô đầu tư chia làm 2 giai đoạn, trong đó giai đoạn 1 thiết kế, xây dựng tuyến đường với tốc độ thiết kế 80 km/h, những đoạn có địa hình khó khăn có tốc độ thiết kế 60 km/h, gồm 4 làn xe.
Sau khi hoàn thành, tuyến cao tốc sẽ kết nối mạng lưới giao thông đối ngoại của tỉnh Sơn La với Hòa Bình và với Hà Nội, tạo nên tuyến trục cao tốc kết nối vùng Tây Bắc với vùng kinh tế trọng điểm Bắc Bộ, kết nối đến cửa khẩu biên giới Đông Bắc và cảng biển quốc tế Lạch Huyện. Đồng thời, giảm tải cho tuyến quốc lộ 6 đoạn Hòa Bình – Sơn La, góp phần thúc đẩy phát triển kinh tế – xã hội các địa phương thuộc 2 tỉnh, tạo điều kiện khai thác tối đa tiềm năng, lợi thế của các địa phương.
Đường cao tốc này đã khởi công xây dựng vào sáng ngày 29 tháng 9 năm 2024 (đoạn qua Hòa Bình) và vào sáng ngày 18 tháng 5 năm 2025 (đoạn qua Sơn La).

## Lộ trình chi tiết
- IC : Nút giao, JCT : Điểm lên xuống, SA : Khu vực dịch vụ (Trạm dừng nghỉ), TG : Trạm thu phí, TN : Hầm đường bộ, BR : Cầu
- Đơn vị đo khoảng cách là km.

### Đoạn Hà Nội – Mộc Châu
| Số                                                    | Tên                                       | Khoảng cách từ đầu tuyến                  | Kết nối                                                  | Ghi chú                                         | Vị trí                                    | Vị trí                                    |
| Kết nối trực tiếp với Đường Trần Duy Hưng             | Kết nối trực tiếp với Đường Trần Duy Hưng | Kết nối trực tiếp với Đường Trần Duy Hưng | Kết nối trực tiếp với Đường Trần Duy Hưng                | Kết nối trực tiếp với Đường Trần Duy Hưng       | Kết nối trực tiếp với Đường Trần Duy Hưng | Kết nối trực tiếp với Đường Trần Duy Hưng |
| ----------------------------------------------------- | ----------------------------------------- | ----------------------------------------- | -------------------------------------------------------- | ----------------------------------------------- | ----------------------------------------- | ----------------------------------------- |
| 1                                                     | IC Trung Hòa                              | 0.00                                      | Đường vành đai 3 (Đường Khuất Duy Tiến, Đường Phạm Hùng) | Đầu tuyến đường cao tốc                         | Hà Nội                                    | Ranh giới Yên Hòa – Từ Liêm – Đại Mỗ      |
| 2                                                     | JCT Trung Hòa                             | 0.00                                      | Phố Miếu Đầm Phố Cương Kiên                              |                                                 | Hà Nội                                    | Ranh giới Từ Liêm – Đại Mỗ                |
| 3                                                     | JCT Phú Đô Đại học Tây Nam                | 3.0                                       | Đường Châu Văn Liêm                                      |                                                 | Hà Nội                                    | Ranh giới Từ Liêm – Đại Mỗ                |
| 4                                                     | JCT Đường 70                              | 4.0                                       | Phố Miêu Nha Đường Tây Mỗ                                |                                                 | Hà Nội                                    | Ranh giới Xuân Phương – Tây Mỗ            |
| 5                                                     | JCT Chùa Bà                               | 7.5                                       |                                                          | Chỉ ra hướng đi Hòa Lạc Chỉ vào hướng đi Hà Nội | Hà Nội                                    | Ranh giới Sơn Đồng – An Khánh             |
| -                                                     | IC Vành đai 4                             |                                           | Đường vành đai 4                                         | Đang thi công                                   | Hà Nội                                    | Ranh giới Sơn Đồng – An Khánh             |
| BR                                                    | Cầu Sông Đáy                              | ↓                                         |                                                          | Vượt sông Đáy                                   | Hà Nội                                    | Ranh giới Sơn Đồng – An Khánh – Quốc Oai  |
| 6                                                     | JCT Sài Sơn                               | 14.0                                      | Đường tỉnh 421B (Đường Chùa Thầy và đường Hoàng Xá)      | Chỉ ra hướng đi Hòa Lạc Chỉ vào hướng đi Hà Nội | Hà Nội                                    | Quốc Oai                                  |
| 7                                                     | JCT Đường tỉnh 419                        | 17.0                                      | Đường tỉnh 419                                           |                                                 | Hà Nội                                    | Ranh giới Tây Phương – Quốc Oai           |
| BR                                                    | Cầu Sông Tích                             | ↓                                         |                                                          | Vượt sông Tích                                  | Hà Nội                                    | Kiều Phú                                  |
| 8                                                     | JCT Bắc Phù Cát                           | 23.6                                      |                                                          | Chỉ ra hướng đi Hòa Lạc Chỉ vào hướng đi Hà Nội | Hà Nội                                    | Kiều Phú                                  |
| 9                                                     | JCT Đồng Trúc                             | 27.2                                      |                                                          |                                                 | Hà Nội                                    | Hạ Bằng                                   |
| 10                                                    | IC Hoà Lạc                                | 29.4                                      | Quốc lộ 21 ( Đường Hồ Chí Minh)                          |                                                 | Hà Nội                                    | Hòa Lạc                                   |
| 11                                                    | IC Làng Văn Hóa                           |                                           | Đường Làng Văn Hóa                                       |                                                 | Hà Nội                                    | Yên Xuân                                  |
| -                                                     | IC Vành đai 5                             |                                           | Đường cao tốc Ba Vì – Chợ Bến Đường vành đai 5           | Chưa thi công                                   | Hà Nội                                    | Ranh giới Yên Bài – Yên Xuân              |
| BR                                                    | Cầu vượt đường tỉnh 89                    | ↓                                         |                                                          | Vượt đường tỉnh 89                              | Phú Thọ                                   | Kỳ Sơn                                    |
| 12                                                    | IC Kỳ Sơn                                 | 56                                        | Quốc lộ 6                                                |                                                 | Phú Thọ                                   | Kỳ Sơn                                    |
| BR                                                    | Cầu Hòa Bình 5                            | ↓                                         |                                                          | Vượt sông Đà Chưa thi công                      | Phú Thọ                                   | Ranh giới Kỳ Sơn – Tân Hòa                |
| 13                                                    | JCT Quốc lộ 70B                           |                                           | Quốc lộ 70B                                              | Chưa thi công                                   | Phú Thọ                                   | Tân Hòa                                   |
| 14                                                    | IC Hòa Bình                               |                                           | Đường tỉnh 443                                           | Chưa thi công                                   | Phú Thọ                                   | Tân Hòa                                   |
| TN                                                    | Hầm đường bộ                              | ↓                                         |                                                          | Chưa thi công                                   | Phú Thọ                                   | Ranh giới Tân Hòa – Đà Bắc                |
| 15                                                    | IC Đà Bắc                                 |                                           | Đường tỉnh 443                                           | Đang thi công                                   | Phú Thọ                                   | Đà Bắc                                    |
| 16                                                    | IC Cao Sơn                                |                                           | Đường tỉnh 443                                           | Đang thi công                                   | Phú Thọ                                   | Cao Đức                                   |
| BR                                                    | Cầu Hòa Sơn                               | ↓                                         |                                                          | Vượt sông Đà Đang thi công                      | Phú Thọ                                   | Ranh giới Quy Đức – Tân Mai               |
| 17                                                    | IC Mai Châu                               |                                           | Quốc lộ 6 (cũ)                                           | Đang thi công                                   | Ranh giới Hòa Bình – Sơn La               | Ranh giới Hòa Bình – Sơn La               |
| 18                                                    | IC Chiềng Sơn                             |                                           | Quốc lộ 6 (cũ)                                           | Đang thi công                                   | Sơn La                                    | Vân Hồ                                    |
| 19                                                    | IC Mường Khoa                             |                                           | Đường tỉnh 101                                           | Đang thi công                                   | Sơn La                                    | Tô Múa                                    |
| 20                                                    | IC Phiêng Luông                           |                                           | Quốc lộ 43                                               | Đang thi công                                   | Sơn La                                    | Thảo Nguyên                               |
| Kết nối trực tiếp với Đường cao tốc Mộc Châu – Sơn La |                                           |                                           |                                                          |                                                 |                                           |                                           |
| 1.000 mi = 1.609 km; 1.000 km = 0.621 mi              |                                           |                                           |                                                          |                                                 |                                           |                                           |